# Carolin Klöckner

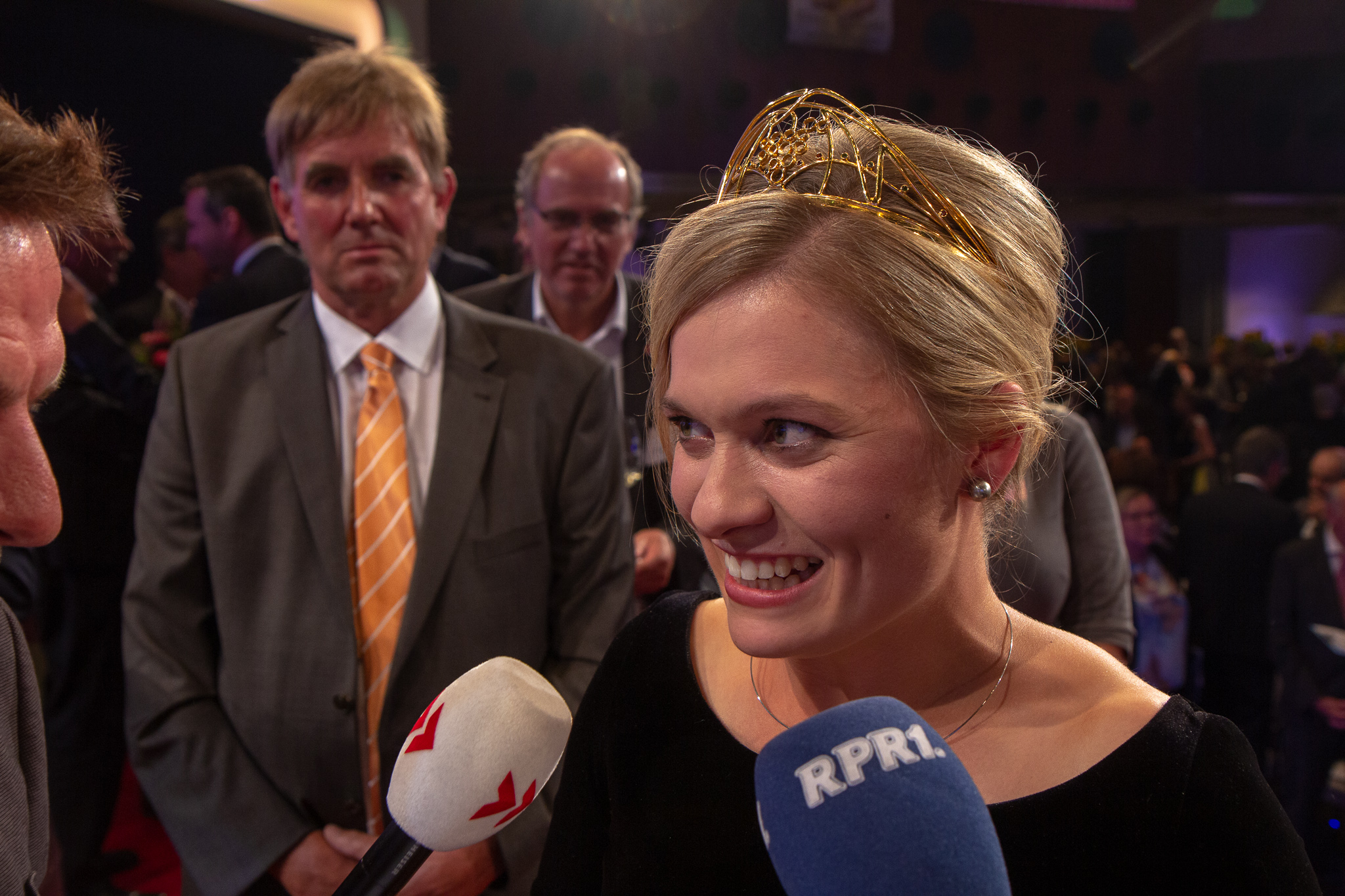
Deutsche Weinkönigin 2018/19: Carolin Klöckner

Carolin Klöckner (* 9. September 1995) aus Vaihingen-Gündelbach im Weinbaugebiet Württemberg in Baden-Württemberg war Deutsche Weinkönigin 2018/2019. Sie wurde am 28. September 2018 im Saalbau in Neustadt an der Weinstraße als Nachfolgerin von Katharina Staab zur 70. Deutschen Weinkönigin gewählt. Sie ist damit die 4. Weinkönigin aus dem Weinbaugebiet Württemberg. 2016/2017 war schon Mara Walz aus Vaihingen-Ensingen Deutsche Weinprinzessin geworden. 2018/2019 sind für die zwölfmonatige Amtszeit Inga Storck (21. Juli 1994, Einselthum, Pfalz) und Klara Zehnder (20. Februar 1996, Randersacker, Franken) als Weinprinzessinnen gewählt. Bevor sie zur Württemberger Weinkönigin gewählt wurde, hatte Carolin Klöckner das Amt der Vaihinger Weinprinzessin inne.
Klöckner war bis zu ihrem siebten Lebensjahr in den Vereinigten Staaten und wuchs danach in einem Elternhaus auf, in dem Landwirtschaft als Hobby und Nebenerwerb betrieben wurde. So hatte sie schon früh Kontakt zu Feldkulturen und Nutztieren. Sie ist Studentin der Agrarwissenschaften an der Universität Hohenheim. Ihre Bachelorarbeit schrieb sie über das Amt der Weinhoheit.  Durch eine ehemalige württembergische Weinkönigin war ihr Interesse an diesem Amt geweckt worden.
In ihrem Jahr als Weinkönigin hatte sie zweihundert Termine. Ihr Lieblingswein ist der Lemberger.